# Jazz Portraits – Mingus In Wonderland
Jazz Portraits – Mingus In Wonderland ist ein Jazzalbum von Charles Mingus. Es enthält Mitschnitte eines Konzertes vom 16. Januar 1959 in der Nonagon Art Gallery in New York: Es wurde zuerst von United Artists Records veröffentlicht.

## Editionsgeschichte
Die Platte erschien zunächst unter dem Titel Jazz Portraits (UAL 4036 Mono, UAS 5063 Stereo), dann als Neuveröffentlichungen ebenfalls bei United Artists als Wonderland 1962 (UAJ 14005) und 1972 (UAS 5637). 1994 brachte Blue Note Records das Album unter dem Namen Jazz Portraits – Mingus In Wonderland auf Schallplatte und auf CD heraus.

## Die Platte
Das Konzert in der Nonagon Art Gallery fand innerhalb der Veranstaltungsreihe „Jazz Portraits“ statt, die erst kurz vorher in Zusammenarbeit mit dem Museum of Modern Art gegründet worden war. Die Platte wurde von Mingus’ langjährigem Förderer Nat Hentoff für United Artists produziert. Die auf dem Konzert ebenfalls gespielten Stücke Take the “A” Train, Jelly Roll Jellies, Billie’s Bounce und Wednesday Night Prayer Meeting wurden bislang nicht veröffentlicht.
Auf dem Konzert im Januar 1959 stellte Charles Mingus nach mehr als einem Jahr ohne eigenständige Schallplattenaufnahmen sein neues Quintett mit dem Tenorsaxophonisten Booker Ervin und dem Altsaxophonisten John Handy vor. Der reguläre Pianist der Band, Horace Parlan, war an dem Abend wegen eines Notfalls außerhalb der Stadt. Für ihn sprang der Pianist Richard Wyands ein, der schon oft an Mingus-Projekten mitgewirkt hatte. Die Platte, die kurz vor dem Album Blues & Roots eingespielt wurde, enthält vier längere Stücke.

## Die Musik
Nostalgia In Times Square, mit dem der Konzertmitschnitt beginnt, schrieb Mingus als Teil des Soundtracks von Shadows, des ersten Films des Regisseurs John Cassavetes. Der Komponist verstand das Stück als Skizze des Nachtlebens am New Yorker Times Square.
Zu Vernon Dukes Komposition I Can’t Get Started meinte Mingus: „Ich mag den Song und kann ihn immer spielen, weil er zu mir gehört. Ich spiele ihn immer auf andere Weise, und dieses Mal, denke ich, ist es das Beste, was ich daraus machen kann“
In No Private Income Blues kommt es zu virtuosen Improvisationen der beide Saxophonisten Booker Ervin und John Handy.
Alice’s Wonderland (Untertitel Diane) stammt auch aus dem Shadows-Filmmusik-Projekt, wurde aber nicht für den Soundtrack des Films verwendet. Mingus schrieb es für eine Liebesszene in dem Film; er meint, es sei „das Netteste, was ich je geschrieben habe“. Es ist das Porträt eines jungen Mädchens, das ihr Glück in der großen, rauen Welt machen will.

### Die Stücke
1. Nostalgia in Times Square – (12:18)
2. I Can’t Get Started (Duke/Gershwin) – (10:08)
3. No Private Income Blues – (12:51)
4. Alice’s Wonderland – (8:54)

Alle Stücke außer [2] wurden komponiert von Charles Mingus.